# Rodéo (film, 2022)
Pour les articles homonymes, voir Rodéo (homonymie).
Pour plus de détails, voir Fiche technique et Distribution.
Rodéo est un film français réalisé par Lola Quivoron et sorti en 2022.
Film consacré aux thèmes des rodéos urbains et du cross bitume, il concourt dans la sélection Un certain regard au festival de Cannes 2022.

## Synopsis
Julia est une jeune fille qui vit de petites combines et est obsédée par la pratique de la moto. Un jour d'été, elle rencontre une bande de cross-motards et commence à s'incruster dans cette dernière. Cependant,  un accident commence à fragiliser sa relation avec la bande...

## Fiche technique
Sauf indication contraire, les informations mentionnées dans cette section peuvent être confirmées par la base de données cinématographiques Unifrance,  présente dans la section « Liens externes ».
- Titre français : Rodeo (ou Sanctuaires)[4]
- Réalisateur : Lola Quivoron[5]
- Scénario : Lola Quivoron, Antonia Buresi
- Musique : Kelman Duran[6]
- Photographie : Raphaël Vandenbussche
- Montage : Rafael Torres Calderón
- Décors : Gabrielle Desjean
- Costumes : Rachel Raoult
- Producteur : Charles Gillibert, Romain Blondeau
- Société de production : CG Cinéma, en association avec la SOFICA Cinémage 16
- Société de distribution : Les Films du Losange[7]
- Pays de production :  France
- Langue de tournage : français
- Format : Couleurs
- Durée : 110 minutes
- Genre : Drame
- Dates de sortie :
  - France : 19 mai 2022 (festival de Cannes) ; 7 septembre 2022 (sortie nationale)
- Classification :
  - France : Tout public avec avertissement lors de sa sortie en salles et déconseillé aux moins de 12 ans à la télévision.

## Distribution
Sauf indication contraire, les informations mentionnées dans cette section peuvent être confirmées par la base de données cinématographiques Allociné,  présente dans la section « Liens externes ».
- Julie Ledru : Julia
- Yanis Lafki : Kais
- Antonia Buresi : Ophélie
- Cody Schroeder : Kylian
- Louis Sotton : Ben
- Junior Correia : Manel
- Ahmed Hamdi : Mous
- Dave Nsaman Okebwan : Abra

## Accueil

### Critiques
En France, Allociné donne une note moyenne de 3,6⁄5, après avoir recensé 30 critiques de presse.

### Box-office
Pour son premier jour d'exploitation en France, Rodeo réalise 5 604 entrées dont 2 246 en avant-première, pour 135 copies. A la vue de ses entrées, le long-métrage se classe en sixième position du box-office français, derrière Tout le monde aime Jeanne (11 031) et devant le film de science-fiction franco-japonais Plan 75 (1 792).

### Controverses
À la suite d'une interview donnée à Konbini par la réalisatrice lors du festival de Cannes, le thème du film a défrayé la chronique dans la presse ; en cause, sa position favorable lors de cette dite entrevue à la pratique du rodéo urbain. De plus, selon elle, les responsables des accidents attribués à cette pratique seraient les forces de l'ordre en tentant d'arrêter ces rodéos,. Cela suscite des critiques de la part notamment du maire de Cannes, David Lisnard, et du syndicat Alliance Police nationale.
La réalisatrice du film se défend ainsi :

« On a très vite associé mon film aux rodéos sauvages, terme qui qualifie une pratique marginale, dangereuse, qui a lieu sur la voie publique, au milieu des voitures et des piétons. Or je ne mets en scène aucun rodéo urbain. On ne voit pas de riders rouler en ville dans mon film, pas non plus de course-poursuite avec la police qui n’apparaît jamais. »

Le site AlloCiné, visé par des raids de sympathisants d’extrême droite cherchant à faire chuter la note du film, a publié un message d'avertissement : « Nous invitons les spectateurs à noter et/ou commenter le film pour ce qu'il est et pour son contenu réel et objectif, et pas sur des a priori ni dans une volonté de dégrader sa note, ni pour alimenter une polémique hors cinéma » qui indique que plus de 50% des notes sont aux extrêmes (0/5 et 5/5). Néanmoins, le calcul global de la note pondère les notes par le score de crédibilité associé à l'utilisateur, réduisant ainsi l'impact de ces campagnes.